# Mac Maharaj
Sathyandranath Ragunanan „Mac“ Maharaj (* 22. April 1935 in Newcastle, Südafrika) ist ein südafrikanischer Politiker (South African Communist Party, African National Congress), Geschäftsmann und Hochschullehrer. Er stand in Opposition zum Apartheid-Regime und war von 1994 bis 1999 als Minister tätig. 2011 bis 2015 war er Sprecher von Präsident Jacob Zuma.

## Leben

### Jugend und Widerstand gegen die Apartheid
Maharaj wurde als viertes von acht Kindern einer indischstämmigen Familie geboren. Sein Matric legte er 1952 an der St Oswald’s School ab. Er studierte als Teilzeitstudent an der University of Natal in Durban, wo er 1955 einen Bachelor of Arts ablegte und von 1955 bis 1956 die Zeitung Student Call herausgab. 1956 begann er ein Studium der Rechtswissenschaften, das er nach einem Jahr aufgeben musste, da der „nicht-europäische“ Teil der Universität geschlossen wurde. In seiner Zeit in Durban verlor er ein Auge bei einer Schlägerei.
Als Angehöriger der South African Communist Party (SACP) und des African National Congress (ANC) war er im Widerstand gegen die Apartheid-Regierung aktiv. 1957 zog er nach London, da er in Südafrika nicht studieren konnte. Kurz darauf heiratete er zum ersten Mal. 1959 begann er dort ein Teilzeitstudium an der London School of Economics. 1961/1962 lebte er etwa ein Jahr lang in der DDR, wo er erst als Drucker, dann als Saboteur ausgebildet wurde. Am 2. Mai 1962 kehrte er mit seiner Frau Ompragash nach Südafrika zurück, wo er sich dem Umkhonto we Sizwe anschloss. Im Juli 1964 wurde er in Johannesburg verhaftet und mit vier anderen Oppositionellen im Little Rivonia Trial (benannt nach dem Rivonia-Prozess) zu zwölf Jahren Haft verurteilt, die er auf Robben Island verbüßen musste. Dort war auch Nelson Mandela inhaftiert. Maharaj legte auf der Insel mehrere akademische Grade ab. Nachts schrieb er heimlich in Kleinschrift einen großen Teil von Mandelas Autobiografie ab, die dieser dort heimlich verfasste und die einen Teil der in den 1990er Jahren erschienenen Erinnerungen Long Walk to Freedom bildeten. Bei seiner Entlassung konnte Maharaj die Blätter herausschmuggeln, ebenso wie weitere Schriften, in denen die Inhaftierten ihre Standpunkte erläuterten. 1977 lernte er in London nach dem Scheitern seiner ersten Ehe seine spätere Frau Zarina kennen, die ebenfalls politisch aktiv war und die er 1981 heiratete. Im Juli 1977 wurde er vom ANC nach Sambia beordert, wo er bei der Kabwe Conference 1985 in das National Executive Committee des ANC gewählt wurde. Von 1987 bis 1990 lebte er in Südafrika und leitete im Untergrund die Operation Vula, deren Ziel in der Revitalisierung und Stärkung der ANC-Strukturen bestand, wozu auch die geheime Einfuhr von Waffen und Geldmitteln zählten. In Folge eines Abkommens zwischen der damaligen Regierung De Klerk und dem ANC reiste er aus und kehrte kurze Zeit danach legal in das Land zurück, wodurch er formell von einer Strafverfolgung befreit war. Danach beteiligte sich Maharaj am Aufbau der SACP.

### Karriere als Politiker, Geschäftsmann und Akademiker
Am 29. Juli 1990, anlässlich der ersten legalen SACP-Konferenz wurde bekannt, dass Maharaj Mitglied des Zentralkomitees dieser Partei war. Drei Tage vorher war er durch die Sicherheitspolizei festgenommen worden; im Oktober 1990 warfen die Sicherheitsbehörden ihm und weiteren acht Mitstreitern der Operation Vula „Terrorismus“ und illegalen Waffenbesitz vor. Im November 1990 kamen sie gegen Kaution wieder frei und im März 1991 wurden alle Beschuldigungen fallen gelassen sowie eine partielle Immunität in Hinblick auf die Operation Vula wieder hergestellt. Nach seiner Freilassung legte Maharaj alle Funktionen im ANC und in der SACP nieder. Dennoch wurde er im Juli 1991 in Durban auf einer ANC-Konferenz erneut in dessen National Executive Committee gewählt, wofür er im Dezember 1994 eine weitere Bestätigung erhielt.
Im Juli 1991 wurde Maharaj Mitglied der Convention for a Democratic South Africa (CODESA), die die zukünftige Verfassung Südafrikas ausarbeiten sollte. Nach der vom ANC gewonnenen Wahl 1994 übernahm Maharaj das Amt des Verkehrsministers, das er bis 1999 innehatte. Anschließend wurde er Aufsichtsratsmitglied der 1998 durch Fusion zweier Bankhäuser entstandenen FirstRand Bank.
2001 wurde Maharaj erstmals im Magazin Noseweek beschuldigt, in seiner Zeit als Minister das Unternehmen des aus Durban stammenden Geschäftsmannes Schabir Sheik beim Ausbau der National Route 3 gesetzeswidrig begünstigt zu haben. 2003 beschuldigte ihn die Sunday Times ebenfalls der Korruption. Er sollte im Jahr 1998 über das Konto seiner zweiten Frau Zarina mehr als 500.000 Rand von Sheik angenommen haben. Maharaj trat daraufhin von seinem Aufsichtsratsposten zurück. Im März 2007 wurde er abermals der Korruption bezichtigt, diesmal von der City Press. Zarina Maharaj soll 1996 ein Konto in der Schweiz eröffnet haben, auf das von Sheik zwei Mal jeweils mindestens 100.000 US-Dollar eingezahlt worden seien. Seine zweite Ehe wurde nach 2007 geschieden. Am 6. Juli 2011 wurde Maharaj Sprecher von Jacob Zuma, seit 2009 Präsident Südafrikas. Zugleich war er Zumas Spin Doctor. Im November 2011 kündigte die Mail & Guardian weitere Enthüllungen an, dies wurde jedoch auf Antrag Maharajs teilweise gerichtlich untersagt. 2015 trat Maharaj als Sprecher Zumas zurück.
2005 bis 2008 lehrte Maharaj als Gastdozent am Bennington College in Vermont, USA. 2007 hielt er dort die Hauptrede bei der Graduierungszeremonie.
Mac Maharaj hat zwei Kinder aus zweiter Ehe.

## Werke
- als Herausgeber: Reflections in prison: voices from the South African liberation struggle. University of Massachusetts Press, Amherst 2002, ISBN 1558493425.
- als Herausgeber, zusammen mit Ahmed Kathrada: Mandela: The authorised portrait. Andrews McMeel, Kansas City 2006, ISBN 978-0740755729.
  - deutsch als: Mandela: das autorisierte Porträt. Knesebeck, München 2006, ISBN 978-3-89660-306-7.

## Ehrungen
2016: Order of Luthuli in Silber